# 池南國家森林遊樂區
池南國家森林遊樂區，位於台灣花蓮縣壽豐鄉池南村鯉魚潭風景區南側，西半部屬於秀林鄉文蘭村。
從園區的「林業紀念碑」即能遠眺鯉魚潭湖光山色，區內之鯉魚山步道區位於鯉魚潭東側。
池南國家森林遊樂區內設有林業陳列館與伐木機具展示館，戶外更保存有早期木材生產時期所使用之大型機組設備，如蒸汽機關車、蒸汽集材機、運材索道制動機、電動吊材機等。

## 池南自然教育中心
林務局為了推動環境教育，在其下轄的八個林區管理處分別設立了八個自然教育中心，池南自然教育中心於2008年成立並為林務局第五個自然教育中心，並於2012年通過行政院環保署的環境教育設施場所認證，2013年獲得第一屆國家環境教育獎優等獎。

## 未來規劃
2002年，時任花蓮縣議員黃憲東提出「南溫泉、北纜車」之構想，計畫興建觀光纜車連結台鐵志學車站、哈崙森林鐵路、鯉魚潭。
2004年，花蓮縣政府與時任行政院經建會副主委張景森前往會勘，林務局另提出可行性計畫建議書，時任行政院長游錫堃裁示全案需中央與民間共同投資且行政院願意補助。
2014年9月，花蓮縣政府以花東發展基金補助辦理評估可行性報告，花蓮縣議會亦表示支持。
2015年至2016年，花蓮縣政府持續規劃與評估，惟迄今此規劃仍擱置中。

## 外部連結
- 池南國家森林遊樂區 - 台灣山林悠遊網 （页面存档备份，存于）
- 旅遊資訊 - 國家森林遊樂區 - 池南國家森林遊樂區 （页面存档备份，存于）
- 池南國家森林遊樂區－花東縱谷國家風景區 （页面存档备份，存于）
- 保育及生態旅遊 - 生態旅遊 - 國家森林遊樂區 - 池南國家森林遊樂區 （页面存档备份，存于）
- 池南國家森林遊樂區 - 國家森林遊樂區 - 交通部中央氣象局 （页面存档备份，存于）
- 池南國家森林遊樂區 - 交通部觀光局 （页面存档备份，存于）
- 池南自然教育中心 - 台灣山林悠遊網 （页面存档备份，存于）
- 旅遊資訊 - 自然教育中心 - 池南自然教育中心 （页面存档备份，存于）
- 池南國家森林遊樂區的Facebook專頁
- 池南自然教育中心的Facebook專頁
- 池南國家森林遊樂區的Instagram帳戶